# Irifune Kazuma
Kazuma Irifune (sinh ngày 15 tháng 11 năm 1986) là một cầu thủ bóng đá người Nhật Bản.

## Sự nghiệp câu lạc bộ
Kazuma Irifune đã từng chơi cho Sanfrecce Hiroshima và Tokushima Vortis.